# Asociación China para la Promoción de la Democracia
La Asociación China para la Promoción de la Democracia (en chino: 中国民主促进会) es uno de los ocho partidos políticos legalmente reconocidos en la República Popular China, que sigue la dirección del Partido Comunista de China y es miembro de la Conferencia Consultiva Política del Pueblo Chino. Se formó el 30 de diciembre de 1945. 

## Historia
La Asociación China para la Promoción de la Democracia fue fundada el 30 de diciembre de 1945 bajo la dirección y asistencia del Partido Comunista de China. Después de la fundación de la República Popular China el 1 de octubre de 1949, fue uno de los pequeños partidos permitidos. En 1951 el partido decidió dedicarse de manera especial a los profesores de escuelas primarias y secundarias. Un año después, el grupo objetivo se amplió para incluir a personas de los sectores de la salud y las editoriales.

## Ideología
Según sus estatutos, el partido sostiene "la gran bandera del socialismo con características chinas y está liderado por la teoría de Jiang Zemin, la Triple representatividad,  el desarrollo científico y el pensamiento de Xi Jinping".

## Organización y membresía
El principio organizativo de la formación es el centralismo democrático. El partido tenía 193.000 miembros al 31 de diciembre de 2018.
Se financia mediante cuotas de afiliación y subsidios gubernamentales.

## Presidentes
1. Ma Xulun (马叙伦) (1949–1958)
2. Zhou Jianren (周建人) (1979–1984)
3. Ye Shengtao (叶圣陶) (1984–1987)
4. Lei Jieqiong (雷洁琼) (1987–1997)
5. Xu Jialu (许嘉璐) (1997–2007)
6. Yan Junqi (严隽琪) (2007–2017)
7. Cai Dafeng (蔡达峰) (2017–presente)